# オニアジサシ

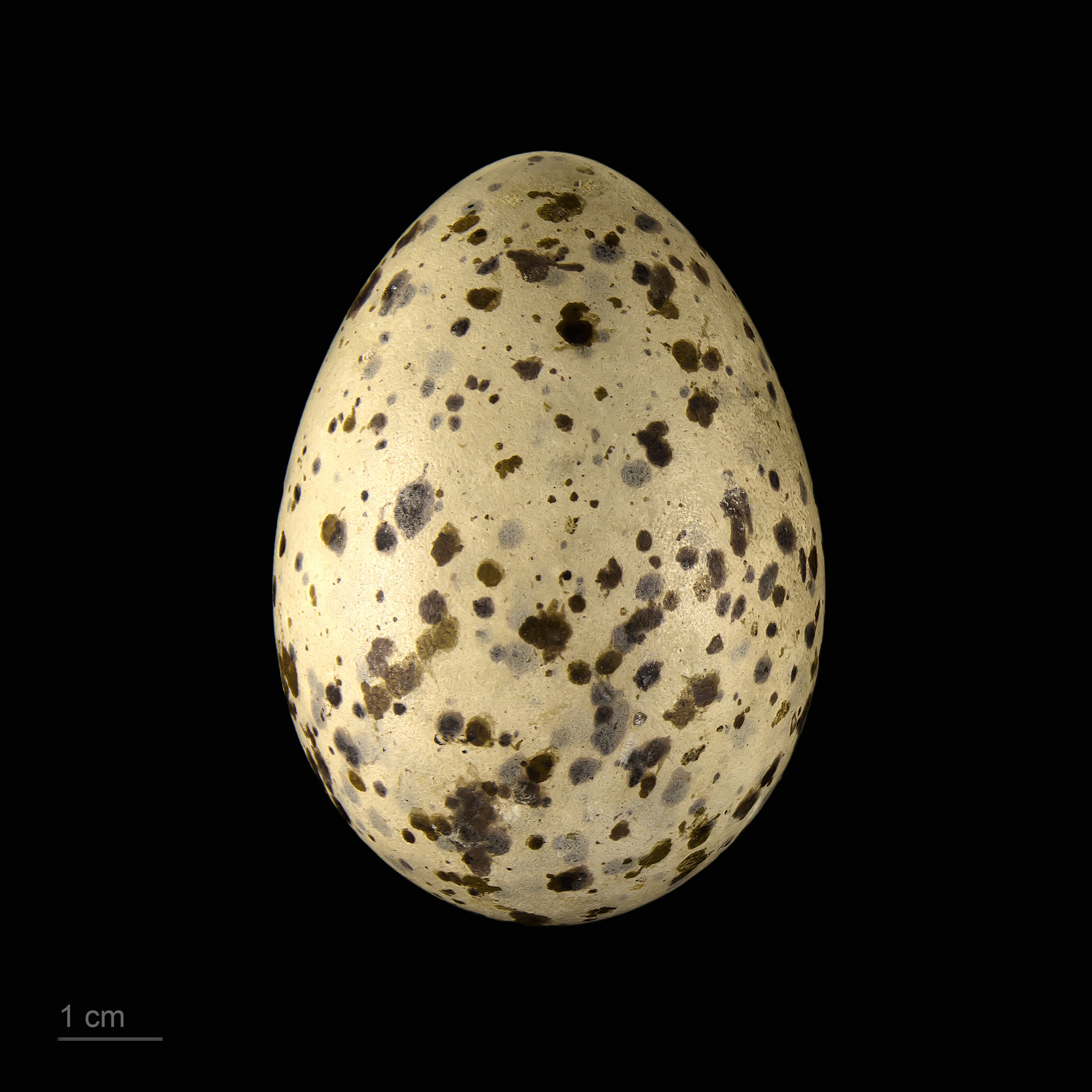
Hydroprogne caspia

オニアジサシ（鬼鯵刺、学名：Hydroprogne caspia）は、チドリ目カモメ科に分類される鳥類の一種である。

## 分布
ヨーロッパ、中央アジア、中近東、アフリカ、北アメリカ、オーストラリアなど、南アメリカを除く熱帯から温帯で繁殖する。
日本では、まれな旅鳥または冬鳥として、本州、四国、九州、南西諸島で記録がある。単独での飛来が多い。

## 形態
全長約53cm。翼開長は約140cm。セグロカモメとほぼ同じ大きさで、日本で観察されたアジサシ類では最大の種である。
夏羽は頭上が黒く、体の上面は淡い灰色、体の下面は白色である。尾は灰色で尾羽の切れ込みは浅い。冬羽では、頭上に白色の羽が混じるため、白黒のまだら模様になる。嘴の色は赤色で、太く長い。

## 生態
干潟、河口、湖沼に生息する。繁殖期はコロニーを形成する。
食性は動物食。主に魚類を食べるが、時として他の鳥類の巣を襲い、卵や雛を捕食することもある。
繁殖形態は卵生。湖沼の岸や川原などの砂地や、岩石地などに、直接2-3卵産む。 
「カー、カー」または「クッ、クッ」と鳴く。

## ギャラリー

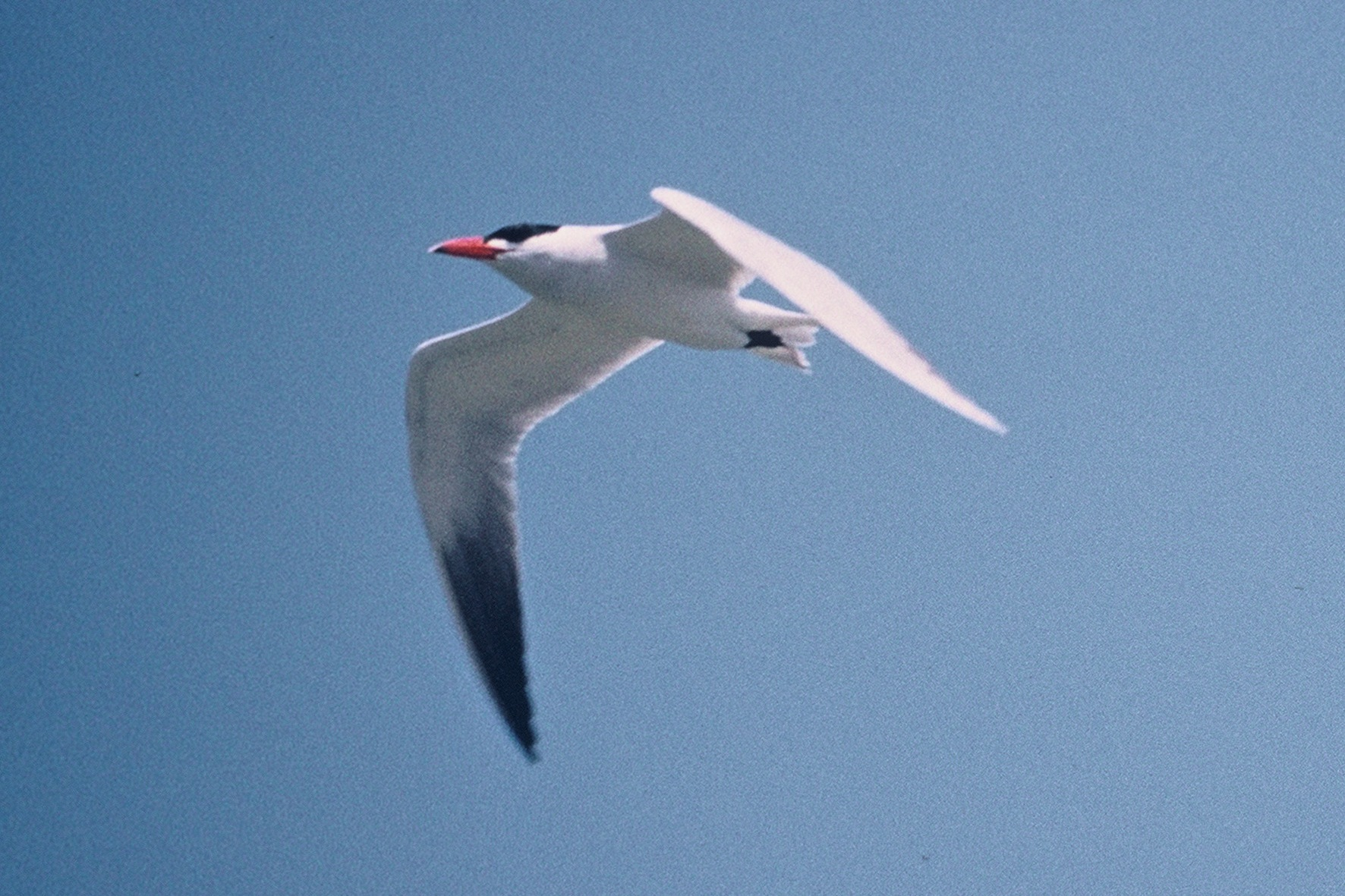
オニアジサシ